# Bushiella similis
Bushiella similis är en ringmaskart som först beskrevs av Bush 1905.  Bushiella similis ingår i släktet Bushiella och familjen Serpulidae. Arten har ej påträffats i Sverige. Inga underarter finns listade i Catalogue of Life.